# Henri Wille
Henri Wille (* 1. April 1926 in Zomergem; † 11. Juni 2012 in Ostende) war ein belgischer Ornithologe.

## Leben
1944 machte Wille seinen Schulabschluss am Sint-Barbaracollege, einer Jesuitenschule in Gent. Anschließend studierte er Rechtswissenschaften an der Universität Gent. In den 1950er Jahren zog er mit seiner Frau Marie-José Van de Velde († 2009) in den damaligen Belgisch-Kongo, wo er zum Provinzgouverneur für ein Gebiet ernannt wurde, das so groß war wie Belgien. Nach der Unabhängigkeit des Kongo im Jahr 1960 kehrte Wille nach Belgien zurück, wo er Mitarbeiter bei der Organisation Belgische Natuur- en Vogelreservaten wurde, die von seinem Freund Léon Lippens gegründet wurde. Ihre gemeinsame Leidenschaft für Vögel führte 1972 zur Veröffentlichung des Atlas des Oiseaux de Belgique et d’Europe Occidentale, ein Fotoatlas über die Avifauna Belgiens. Zu dieser Zeit war Graf Lippens ein persönlicher Freund von Präsident Mobutu Sese Seko, der eine Expedition zur Bestandsaufnahme der Vögel von Zaire finanzierte, bei der Wille die Leitung übernahm. Im Juni 1973 brach Wille mit seiner Frau, Graf Lippens, dem Fotografen Hubert Lehaen und vier schwarzen Helfern mit Zelten und Jeeps zu einer einjährigen Expedition durch Zaïre auf. Im Oktober 1973 entdeckte Wille im Nationalpark Upemba eine neue Unterart der Nataldrossel, die 1984 von Michel Louette und Alexandre Prigogine als Zoothera guttata lippensi (heute Geokichla guttata lippensi) erstbeschrieben und nach Léon Lippens benannt wurde. Im März 1974 besuchten Wille und Lippens den Eduardsee, wo sie enorme Schwarmkonzentrationen von Wermutregenpfeifern, Zwergstrandläufern, Flußuferläufern und Bruchwasserläufern beobachten konnten. 
Die Zaire-Expedition erwies sich als großer Erfolg. Es wurden mehr als 11.000 Farbfotos gemacht, 430 Vogelarten erfasst, von denen drei erstmals in Zaire nachgewiesen wurden. Insgesamt wurden 5300 Vögel mit speziellen Japannetzen gefangen, untersucht, fotografiert und anschließend wieder freigelassen. 
1976 veröffentlichten Henri Wille und Léon Lippens auf Wunsch von Präsident Mobutu das mit hunderten von Farbfotos illustrierte Werk Le Oiseaux du Zaïre, das heute zu den Standardwerken über die Avifauna der Demokratischen Republik Kongo zählt.  1986 erschien mit Uitzonderlijke Vogels in België en West-Europa das letzte gemeinsame Buch mit Léon Lippens.
Wille hatte ein enormes Wissen über Vögel. Er konnte, auch ohne sie zu sehen, mehr als 2500 Vogelarten an ihrem Balzgesang, Alarmruf und Lockgesang unterscheiden und sie bei ihrem niederländischen, französischen, englischen und wissenschaftlichen Namen benennen. Er veröffentlichte Artikel in Fachzeitschriften, hielt Hunderte von Vorträgen für Verbände und war Leiter von Vogelerkundungsexkursionen durch Wälder, Sumpfgebiete und Parks.